# Seniorenbetreuer
Seit der Einführung des Pflege-Weiterentwicklungsgesetzes werden bundesweit Qualifizierungen bzw. Weiterbildungen zum Senioren- oder Alltagsbetreuer (oft auch Betreuungsassistent genannt) eingerichtet und angeboten. Der Begriff des Seniorenbetreuers ist gesetzlich nicht definiert. Zunehmend bieten qualifizierte Personen ihre Betreuungsleistungen außerhalb des stationären Einsatzgebiets im häuslichen Bereich je nach Ausbildung unter dem Label Seniorenbetreuer, Seniorenbegleiter, Alltagsbegleiter oder Seniorenassistenten an.

## Grundlagen
Die mit dem obigen Artikelgesetz aus dem Jahr 2008 ausgelöste Tendenz setzt sich auf dem einschlägigen Ausbildungs- bzw. Fortbildungssektor nach mehreren Änderungen des SGB XI nunmehr differenziert nach Einsatzbereichen fort. So durch das am 1. Januar 2015 in Kraft getretenen Artikelgesetz Pflegestärkungsgesetz I (PSG I) und besonders durch das am 1. Januar 2016 in Kraft getretenen Pflegestärkungsgesetz II (PSG II) – mit Wirksamwerden einzelner Bestimmungen erst nach einer Übergangsfrist am 1. Januar 2017. In Zukunft ist zur gegenseitigen Abgrenzung stärker zu unterscheiden zwischen der einerseits ambulant zu erbringenden Betreuungsleistung im Sinne der Angebote zur Unterstützung im Alltag nach dem neuen, durch PSG II geänderten § 45a SGB XI und andererseits dem stationären Einsatzbereich nach dem alten, inzwischen weggefallenen § 87b SGB XI.
Die zu erwartende demografische Entwicklung in Deutschland ist die Grundlage für die zunehmende Seniorenbetreuung. Der Anteil derer, die pflegebedürftig sein werden, wird aufgrund einer höheren Lebenserwartung deutlich steigen. Im Jahr 2005 belief sich die Zahl der Pflegebedürftigen auf mehr als zwei Millionen Menschen. Laut Statistischem Bundesamt wird die Zahl der Pflegebedürftigen bis zum Jahr 2020 auf 2,91 Millionen ansteigen, bis 2030 rechnet man sogar mit 3,36 Millionen. Somit wächst auch der Bedarf an Betreuungskräften sowohl in stationären Pflegeeinrichtungen als auch auf dem ambulanten Sektor. Dieser zusätzliche Bedarf könnte durch Seniorenbetreuer abgedeckt werden.
Auf die empirisch bedingte Herausforderung hat der Gesetzgeber u. a. mit dem neuen PSG II reagiert. Der durch das PSG II geänderte § 45a SGB XI fasst die bisherige unter § 45c (alt) enthaltene Definition der niedrigschwelligen Betreuungs- und Entlastungsangebote zusammen und gliedert sie nunmehr in der neuen Norm unter dem allgemeinverständlichen Oberbegriff „Angebote zur Unterstützung im Alltag“.
Diese Angebote sollen gem. § 45a Abs. 1 Satz 1 dazu beitragen, Pflegepersonen zu entlasten und Pflegebedürftigen helfen, „möglichst lange in ihrer häuslichen Umgebung zu bleiben, soziale Kontakte aufrechtzuerhalten und ihren Alltag weiterhin möglichst selbständig bewältigen zu können“. Abs. 2 enthält weitergehende Ausführungen zu Inhalt und Formalien.
Die Angebote bedürfen der Anerkennung durch das jeweilige Landesrecht. Die Landesregierungen werden gem. § 45a Abs. 3 ermächtigt, unter Berücksichtigung bestimmter bundesrechtlicher Vorgaben (Konzept zur Qualitätssicherung, Versicherungsschutz usw.) entsprechende Verordnungen zu erlassen.
Im Zuge der Neuregelungen nach dem PGS II, die zentral den neuen Pflegebedürftigkeitsbegriff mit all seinen ausdifferenzierten rechtlichen Folgewirkungen festlegen, sind nicht nur der besonders geregelte Bereich der ambulant zu erbringenden Angebote zur Unterstützung im Alltag nach § 45a PSG II betroffen, sondern auch die hauptsächlich stationären Einsatzbereiche der sog. Alltagsbegleiter, Präsenzkräfte, zusätzlichen Betreuungskräfte usw. nach der Betreuungskräfte-Richtlinie im Sinne des alten § 87b SGB XI. Nach dem neuen PSG II ist die (alte) Norm des § 87b SGB XI aufgehoben. Nach der Begründung zum neuen PSG II zu § 53b wird „angesichts der leistungsrechtlichen Neuregelung der zusätzlichen Betreuung und Aktivierung in stationären Pflegeeinrichtungen in § 43b […]“ der im bisherigen § 87b SGB XI enthaltene Auftrag für den Spitzenverband Bund der Pflegekassen, entsprechende Richtlinien zu erlassen, im Wesentlichen unverändert im neuen § 53b aufgenommen. Im November 2016 wurden neue Richtlinien für die Aufgaben und Qualifikationen von zusätzlich in stationären Pflegeeinrichtungen einzusetzenden Betreuungskräften erlassen.
Sowohl für die ambulant zu erbringenden Betreuungsleistungen als auch für den stationären Bereich der Pflegeeinrichtungen halten bundesweit agierende Ausbildungs- oder Weiterbildungsinstitute jeweils entsprechende Qualifizierungskurse vor. Gleichzeitig wird durch die Qualifizierung und Teilnahme an derartigen Weiterbildungen Kurz- und Langzeitarbeitslosen, beruflichen Um- oder Quereinsteigern und mittelfristig sprachlich vorbereiteten Migrantinnen/Migranten eine Möglichkeit geboten, entweder abhängige Beschäftigungsverhältnisse einzugehen oder Selbständigkeitsstatus anzustreben.
Senioren- oder Alltagsbetreuer arbeiten sowohl in stationären Pflegeeinrichtungen als auch ambulant vor Ort bei Senioren oder Seniorinnen. Sie übernehmen hierbei Tätigkeiten im nicht-pflegerischen Bereich, haben somit nichts mit der eigentlichen Pflege zu tun. Ihre Aufgaben erstrecken sich von der Alltagsgestaltung bis hin zum Vorlesen der Tageszeitung, vgl. im Übrigen die nicht abschließende Aufzählung der Tätigkeiten im § 45a Abs. 2. PSG II und in der entsprechenden Gesetzesbegründung.

## Rechtsgrundlagen
Im § 87 b SGB XI a. F. waren die Grundsätze für die Arbeit eines Seniorenbetreuers in stationären Pflegeeinrichtungen festgelegt; für die Seniorenbetreuer in ambulanten Einrichtungen galt bzw. gilt § 45 SGB XI.
Dieser Gesetzesstand ist teilweise überholt und muss überarbeitet werden, vgl. insoweit die einschlägigen Änderungen durch das neue PSG II.
„(1) Vollstationäre Pflegeeinrichtungen haben abweichend von § 84 Abs. 2 Satz 2 und Abs. 4 Satz 1 sowie unter entsprechender Anwendung der §§ 45a, 85 und 87a für die zusätzliche Betreuung und Aktivierung der pflegebedürftigen Heimbewohner mit erheblichem Bedarf an allgemeiner Beaufsichtigung und Betreuung Anspruch auf Vereinbarung leistungsgerechter Zuschläge zur Pflegevergütung. Die Vereinbarung der Vergütungszuschläge setzt voraus, dass 
1. die Heimbewohner über die nach Art und Schwere der Pflegebedürftigkeit notwendige Versorgung hinaus zusätzlich betreut und aktiviert werden,
2. das Pflegeheim für die zusätzliche Betreuung und Aktivierung der Heimbewohner über zusätzliches sozialversicherungspflichtig beschäftigtes Betreuungspersonal verfügt und die Aufwendungen für dieses Personal weder bei der Bemessung der Pflegesätze noch bei den Zusatzleistungen nach § 88 berücksichtigt werden,
3. die Vergütungszuschläge auf der Grundlage vereinbart werden, dass in der Regel für jeden Heimbewohner mit erheblichem allgemeinem Bedarf an Beaufsichtigung und Betreuung der fünfundzwanzigste Teil der Personalaufwendungen für eine zusätzliche Vollzeitkraft finanziert wird und
4. die Vertragsparteien Einvernehmen erzielt haben, dass der vereinbarte Vergütungszuschlag nicht berechnet werden darf, soweit die zusätzliche Betreuung und Aktivierung für Heimbewohner nicht erbracht wird.

Eine Vereinbarung darf darüber hinaus nur mit Pflegeheimen getroffen werden, die Pflegebedürftige und ihre Angehörigen im Rahmen der Verhandlung und des Abschlusses des Heimvertrages nachprüfbar und deutlich darauf hinweisen, dass ein zusätzliches Betreuungsangebot, für das ein Vergütungszuschlag nach Absatz 1 gezahlt wird, besteht. Die Leistungs- und Preisvergleichsliste nach § 7 Abs. 3 ist entsprechend zu ergänzen.
(2) Der Vergütungszuschlag ist von der Pflegekasse zu tragen und von dem privaten Versicherungsunternehmen im Rahmen des vereinbarten Versicherungsschutzes zu erstatten. Mit den Vergütungszuschlägen sind alle zusätzlichen Leistungen der Betreuung und Aktivierung für Heimbewohner im Sinne von Absatz 1 abgegolten. Die Heimbewohner und die Träger der Sozialhilfe dürfen mit den Vergütungszuschlägen weder ganz noch teilweise belastet werden. Mit der Zahlung des Vergütungszuschlags von der Pflegekasse an die Pflegeeinrichtung hat der Pflegebedürftige Anspruch auf Erbringung der zusätzlichen Betreuung und Aktivierung gegenüber der Pflegeeinrichtung.
(3) Der Spitzenverband Bund der Pflegekassen hat für die zusätzlich einzusetzenden Betreuungskräfte auf der Grundlage des § 45c Abs. 3 bis zum 31. August 2008 Richtlinien zur Qualifikation und zu den Aufgaben in der vollstationären Versorgung der Pflegebedürftigen zu beschließen; er hat hierzu die Bundesvereinigungen der Träger vollstationärer Pflegeeinrichtungen anzuhören und den allgemein anerkannten Stand medizinisch-pflegerischer Erkenntnisse zu beachten. Die Richtlinien werden für alle Pflegekassen und deren Verbände sowie für die Pflegeheime erst nach Genehmigung durch das Bundesministerium für Gesundheit wirksam; § 17 Abs. 2 gilt entsprechend.“
Auf der Grundlage dieser Normen boten seit Jahren verschiedene Bildungsinstitute die Qualifizierung zum gesetzlich nicht definierten Seniorenbetreuer an. Eine Angleichung der entsprechenden Ausbildungsinhalte an die neue Gesetzeslage ist zu erwarten.

## Teilnehmer-Zielpersonen
Die regional unterschiedlichen Zugangsvoraussetzungen für die Weiterbildung zum Seniorenbetreuer verlangen insbesondere verantwortungsbewusste und hilfsbereite Arbeitssuchende mit Einfühlungsvermögen, Quer- und Wiedereinsteiger in das Berufsleben sowie Existenzgründer im nicht-pflegerischen Tätigkeitsbereich.

## Ziele der Weiterbildung
Folgende Themenschwerpunkte sind auch unter Berücksichtigung der neuen Gesetzgebung weiterhin relevant:
1. Grundlagen im Umgang mit älteren Menschen
2. Altersbedingte Veränderungen
3. Situationsbezogene Betreuung hilfebedürftiger Menschen
4. Dokumentation des Betreuungsprozesses
5. Mitwirkung bei der Rehabilitation alter und behinderter Menschen
6. Notfallsituationen erkennen und Erste Hilfe leisten
7. Maßnahmen zur Gesundheitsförderung und der Gesundheitsvorsorge (z. B. Ernährung bei Demenzkranken)
8. Berücksichtigung der sozialen Umgebung und Einbeziehung dieser in die tägliche Arbeit sowie Förderung sozialer Kontakte
9. Wohnraum- und Wohnumfeldgestaltung
10. Alltagsgestaltung
11. Berufstypische Problematiken im Umgang mit älteren, geistig verwirrten Menschen
12. Rechtliches Regelwerk als Seniorenbetreuer
13. Betreuungsrechtliche Aspekte in der Betreuung älterer Menschen
14. Einbeziehen der persönlichen Biografie in die tägliche Arbeit

## Inhalte
Der Zertifikatslehrgang besteht aus mehreren regional unterschiedlichen Trainingsmodulen:
1. Rechtliche Rahmenbedingungen in der Seniorenbetreuung
2. Altern als Prozess – Gerontologisch begründete Arbeitsweisen
3. Interkulturelle Betreuung
4. Methoden der Alltagsgestaltung, Veranstaltungsmanagement
5. Seniorenbetreuung als interprofessionelles Arbeitsfeld
6. Unterstützung hilfebedürftiger Menschen
7. Spezielle Betreuung psychisch veränderter und kranker alter Menschen
8. Kochen für Demenzkranke